# Olimpiadi degli scacchi del 1958
Le Olimpiadi degli scacchi del 1958 furono la tredicesima edizione della competizione organizzata dalla FIDE. Si tennero a Monaco di Baviera dal 30 settembre al 23 ottobre, durante le celebrazioni per l'ottocentesimo anniversario della fondazione della città. Comprendevano un unico torneo open.

## Torneo
Alla competizione parteciparono 207 giocatori di 36 nazioni; per la prima volta si iscrissero anche due paesi africani (Sudafrica e Tunisia). Come nelle edizioni precedenti, il formato del torneo prevedeva dei gironi iniziali (in questo caso quattro da nove squadre) seguito da tre finali composte da 12 squadre ciascuna.

### Prima fase
Nel primo gruppo, dietro all'Unione Sovietica, la battaglia per la qualificazione alla finale principale vide fronteggiarsi Bulgaria, Austria e Paesi Bassi; gli sconfitti furono questi ultimi, che persero con la Danimarca al penultimo turno, e all'ultimo ottennero solo 3 punti contro Porto Rico, anziché i 3,5 di cui necessitavano. Nel gruppo 2, la Spagna si rivelò la sorpresa del torneo, vincendo sette partite sulle otto disputate.
Nel terzo girone, l'Inghilterra riuscì a strappare la qualificazione ad Ungheria e Polonia; la Colombia, pur non riuscendo ad entrare nella lotta, riuscì comunque a battere gli ungheresi e a pareggiare con Inghilterra e Polonia. Infine, nel gruppo 4, l'ultimo turno presentò la sfida tra la Svizzera (che, prima di perdere con la Grecia, aveva un buon vantaggio) e il Canada, che non riuscì ad ottenere i tre punti necessari a qualificarsi.
Nella tabella seguente, ogni colonna rappresenta un girone; le qualificate alla finale A sono evidenziate in grassetto, mentre le partecipanti alla finale B in corsivo.
-  Austria
-  Bulgaria

- Danimarca
- Francia
- Irlanda
- Italia
- Paesi Bassi
- Porto Rico

-  Unione Sovietica

- Finlandia

-  Germania Ovest

- Iran
- Islanda
- Israele
- Norvegia

-  Spagna
-  Stati Uniti

- Sudafrica

-  Argentina

- Colombia
- Filippine

-  Germania Est
-  Inghilterra

- Libano
- Polonia
- Scozia
- Ungheria

- Belgio
- Canada

-  Cecoslovacchia

- Grecia

-  Jugoslavia

- Portogallo
- Svezia

-  Svizzera

- Tunisia

### Seconda fase
L'inizio della seconda fase fu equilibrato, con una serie di pareggi o vittorie minime tra le nazioni favorite; dopo cinque turni, Unione Sovietica e Jugoslavia erano a pari merito al primo posto, seguite da Argentina e Stati Uniti. Dopo un pareggio con gli argentini, tuttavia, i sovietici vinsero tutte le rimanenti partite con grande margine, vincendo l'oro con cinque punti e mezzo di vantaggio sulla Jugoslavia, che a sua volta distanziò di quattro punti e mezzo l'Argentina, che riuscì a resistere al recupero degli statunitensi.

### Risultati assoluti
| Pos.     | Squadra          | Scacchiere             | Scacchiere              | Scacchiere        | Scacchiere                | Scacchiere           | Scacchiere          | Punti    |
| Pos.     | Squadra          | Prima                  | Seconda                 | Terza             | Quarta                    | Quinta (1ª riserva)  | Sesta (2ª riserva)  | Punti    |
| Finale A | Finale A         | Finale A               | Finale A                | Finale A          | Finale A                  | Finale A             | Finale A            | Finale A |
| -------- | ---------------- | ---------------------- | ----------------------- | ----------------- | ------------------------- | -------------------- | ------------------- | -------- |
|          | Unione Sovietica | GM Michail Botvinnik   | GM Vasilij Smyslov      | GM Paul Keres     | GM David Bronštejn        | GM Michail Tal'      | GM Tigran Petrosyan | 34,5     |
|          | Jugoslavia       | GM Svetozar Gligorić   | GM Aleksandar Matanović | GM Borislav Ivkov | GM Petar Trifunović       | MI Božidar Đurašević | MI Adrija Fuderer   | 29       |
|          | Argentina        | GM Herman Pilnik       | GM Oscar Panno          | GM Erich Elikases | Rodolfo Argentino Redolfi | MI Raúl Sanguineti   | Jaime Emma          | 25,5     |
| 4        | Stati Uniti      | GM Samuel Reshevsky    | MI William Lombardy     | GM Artur Bisguier | GM Larry Evans            | GM Nicolas Rossolimo |                     | 24       |
| 5        | Cecoslovacchia   | GM Luděk Pachman       | GM Miroslav Filip       | Jiří Fichtl       | MI Július Kozma           | MI Josef Rejfíř      | Jan Šefc            | 22       |
| 6        | Germania Est     | MI Wolfgang Uhlmann    | Burkhard Malick         | Sieghart Dittmann | Dieter Bertholdt          | Reinhart Fuchs       | Wolfgang Pietzsch   | 22       |
| 7        | Germania Ovest   | GM Wolfgang Unzicker   | Paul Tröger             | MI Lothar Schmidt | MI Klaus Darga            | MI Gerhard Pfeiffer  | Heinz Lehmann       | 22       |
| 8        | Svizzera         | MI Josef Kupper        | MI Maximilian Blau      | Dieter Keller     | Edgard Walther            | Erwin Nievergelt     | Edwin Bhend         | 19       |
| Finale B |                  |                        |                         |                   |                           |                      |                     |          |
| 13       | Ungheria         | GM László Szabó        | GM Gedeon Barcza        | MI Lajos Portisch | MI István Bilek           | Károly Honfi         | Győző Forintos      | 31       |
| 14       | Paesi Bassi      | GM Max Euwe            | MI Jan Donner           | MI Lodewijk Prins | Carel van der Berg        | MI Haije Kramer      | Fritz Roessel       | 28,5     |
| 15       | Canada           | MI Daniel Janofsky     | MI Frank Anderson       | MI Paul Vaitonis  | Geza Fuster               | Lionel Joyner        | Ross Siemms         | 24,5     |
| Finale C |                  |                        |                         |                   |                           |                      |                     |          |
| 25       | Norvegia         | Ernst Rojahn           | Aage Vestøl             | Per Ofstad        | Knut Bøckman              | Per Lindblom         | Trygve Halvorsen    | 30       |
| 26       | Filippine        | MI Radolfo Tan Cardoso | Florencio Campomanes    | Melitón Borja     | Romualdo Aldecoa          |                      |                     | 29,5     |
| 27       | Sudafrica        | Wolfgang Heidenfeld    | Kurt Dreyer             | Kenneth Kirby     | Konstantin Grivainis      | David Isaacson       | Stern               | 28       |

### Risultati individuali
Furono assegnate medaglie ai giocatori di ogni scacchiera con le tre migliori percentuali di punti per partita.
|                                | Giocatore         | Punti            | Partite          | %                |
| Prima scacchiera               | Prima scacchiera  | Prima scacchiera | Prima scacchiera | Prima scacchiera |
| ------------------------------ | ----------------- | ---------------- | ---------------- | ---------------- |
|                                | Svetozar Gligorić | 12               | 15               | 80,0             |
|                                | Max Euwe          | 8,5              | 11               | 77,3             |
|                                | Michail Botvinnik | 9                | 12               | 75,0             |
| Seconda scacchiera             |                   |                  |                  |                  |
|                                | Frank Anderson    | 10,5             | 13               | 80,8             |
|                                | Vasilij Smyslov   | 9,5              | 12               | 79,2             |
|                                | Oscar Panno       | 12               | 16               | 75,0             |
| Terza scacchiera               |                   |                  |                  |                  |
|                                | Paul Keres        | 9,5              | 12               | 79,2             |
|                                | Jiří Fichtl       | 12,5             | 17               | 73,5             |
|                                | Melitón Borja     | 13,5             | 19               | 71,0             |
| Quarta scacchiera              |                   |                  |                  |                  |
|                                | David Bronštejn   | 9,5              | 12               | 79,2             |
|                                | Larry Evans       | 11,5             | 16               | 71,9             |
|                                | Zandor Nilsson    | 11               | 16               | 68,8             |
| Quinta scacchiera (1ª riserva) |                   |                  |                  |                  |
|                                | Michail Tal'      | 13,5             | 15               | 90,0             |
|                                | Georgi Tringov    | 7                | 10               | 70,0             |
|                                | Nicolas Rossolimo | 10               | 15               | 66,7             |
|                                | Haije Kramer      | 8                | 12               | 66,7             |
| Sesta scacchiera (2ª riserva)  |                   |                  |                  |                  |
|                                | Tigran Petrosyan  | 10,5             | 13               | 80,8             |
|                                | Győző Forintos    | 10,5             | 13               | 80,8             |
|                                | Andrija Fuderer   | 8,5              | 11               | 77,3             |

#### Medaglie individuali per nazione
| Nazione          |   |   |   | Totali |
| ---------------- | - | - | - | ------ |
| Unione Sovietica | 4 | 1 | 1 | 6      |
| Jugoslavia       | 1 | 0 | 1 | 2      |
| Canada           | 1 | 0 | 0 | 1      |
| Ungheria         | 1 | 0 | 0 | 1      |
| Paesi Bassi      | 0 | 1 | 1 | 2      |
| Stati Uniti      | 0 | 1 | 1 | 2      |
| Cecoslovacchia   | 0 | 1 | 0 | 1      |
| Bulgaria         | 0 | 1 | 0 | 1      |
| Argentina        | 0 | 0 | 1 | 1      |
| Filippine        | 0 | 0 | 1 | 1      |
| Svezia           | 0 | 0 | 1 | 1      |